# Milorad Dodik
Milorad Dodik (srbsky Милорад Додик; 12. března 1959, Banja Luka, Jugoslávie) je bosenskohercegovinský politik, prezident Republiky srbské.

## Životopis

### Mládí a studia
Miloard Dodik se narodil v Banja Luce. Jeho rodiče se jmenovali Bogoljub a Mira Dodikovi. Žil v obci Laktaši severně od města, zde navštěvoval základní školu. Hrál v místním basketbalovém družustvu v amatérské lize. V roce 1978 vystudoval zemědělskou vysokou školu v Banja Luce a poté pokračoval ve studiích na Fakultě politických věd Univerzity v Bělehradu. Zde svá studia dokončil v roce 1983.

### Politická kariéra
V letech 1986 až 1990 byl předsedou Rady opštiny Laktaši. V roce 1990 byl v prvních svobodných volbách v Bosně a Hercegovině zvolen do republikového parlamentu v Sarajevu jako jeden z poslanců zastupující srbskou národnost. Kandidoval za Svaz reformních sil, stranu, kterou vedl tehdejší jugoslávský premiér Ante Marković.
Během války v Bosně a Hercegovině byl poslancem Lidové skupštiny Republiky srbské. Tehdy zastupoval Srbskou demokratickou stranu. Po podepsání Daytonské dohody se stal prvním předsedou Svazu nezávislých sociálních demokratů. Mezinárodní společenství podporovalo Dodika především proto, že jej vnímalo jako umírněného politika.[zdroj?] Dodikovi se přesto podařilo stát se klíčovou politickou postavou v Republice srbské.
Milorad Dodik byl předsedou vlády Republiky srbské v letech 1998–2001; v roce 2006 a v letech 2006–2013. V roce 2010 zvítězil v prezidentských volbách v Republice srbské. Svůj mandát obhájil ve volbách v roce 2014, kde porazil protikandidáta Ognjena Tadiće.

### Vysoké funkce v Republice srbské
V roli prezidenta prosazuje vysoce federalizovanou Bosnu a Hercegovinu tak, aby zajistil co nejvíce pravomocí pro Republiku srbskou. Otevřeně kritizoval některé masakry, ke kterým došlo během války v Bosně a Hercegovině v 90. letech; oficiálně uváděný počet obětí srebrenického masakru uvedl jako nadsazený[zdroj?]. Zpochybnil také masakry na tržnici Markale v Sarajevu.[zdroj?] V roce 2016 a 2017 se vyslovil za mírumilovné rozdělení Bosny a Hercegoviny V roce 2017 na něj americká vláda uvalila sankce.
Do 19. listopadu 2018 byl prezidentem Republiky srbské, následujícího dne se stal srbským zástupcem v předsednictvu Bosny a Hercegoviny. 2. října 2022 byl opět zvolen prezidentem Republiky srbské se ziskem 47,09 % hlasů.
Milorad Dodik byl velmi nadšeným zastáncem Vstupu Bosny a Hercegoviny do EU. V srpnu 2020 se domníval, že kandidátský status může být zemi udělen následující rok, uskuteční-li některé reformy, a to úspěšně. V následujícím roce ale zároveň prohlásil, že Západní Balkán je nejvzdálenější od Evropské unie za celou dobu své integrace do EU.
V letech 2022 a potom ještě 2024 uvalily na Milorada Dodika a jeho rodinu Spojené státy sankce. Sankce byly uvaleny nejen na Dodika, ale i na několik firem, které jsou s ním pesronálně propojené. V odůvodnění bylo uvedeno, že Dodik podporuje odtržení Republiky srbské od Bosny a Hercegoviny.
Dne 26. února 2025 vynesl soud Bosny a Hercegoviny rozsudek nad Dodikem, kdy jej odsoudil k trestu odnětí svobody v délce trvání jednoho roku a šesti letům zákazu vykonávat politickou funkci. Jednalo se o prvoinstanční rozsudek a závěr soudního sporu, neboť Dodik neuposlechl výzvy Úřadu vysokého představitele pro Bosnu a Hercegovinu. Dodik podepsal jako prezident Republiky srbské zákon, který odmítá uznávat rozsudky Ústavního soudu Bosny a Hercegoviny na území Republiky srbské, přestože platnost těchto rozsudků byla přímo uznána Úřadem vysokého představitele. V soudním sporu byl souzen kromě Dodika také Miloš Lukić, který byl osvbozen. Okamžitě po vynesení rozsudku se uskutečnila v Banja Luce demonstrace na podporu Milorada Dodika, ještě téhož dne večer jej vyrazil letecky podpořit prezident sousedního Srbska Aleksandar Vučić.
V březnu 2025 Milorad Dodik informoval, že Policie Republiky srbské bude připravena jej bránit v případě, kdy Státní agentura pro vyšetřování a ochranu se pokusí o jeho zatčení. Taková skutečnost by znamenala přímý střet mezi dvěma policejními složkami v rámci Bosny a Hercegoviny. Téhož měsíce se setkal s Vladimirem Putinem v Moskvě, přičemž tou dobou na něj již bosenský soud vydal mezinárodní zatykač. V srpnu 2025 vydala bosenská Ústřední volební komise rozhodnutí, kterým Dodika zbavila mandátu prezidenta Republiky srbské; Dodik však mohl před nabytím právní moci tohoto rozhodnutí podat žalobu. O necelé dva týdny později zamítl odvolací soud Dodikovu žalobu a verdikt se tak stal pravomocným.

## Ocenění
Milorad Dodik obdržel řadu vysokých ocenění. Mezi ně patří např. Řád Nemanjićů, dále potom Řád Republiky srbské, Řád Petra Velikého, který mu udělalil Národní výbor pro společenská ocenění Ruské federace pro obohacení rusko-srbských vztahů.
Milorad Dodik je také čestným občanem měst Trebinje, Gradiška a Drvar.